# Démarreur autotransformateur Korndörfer
 (juin 2021).
La mise en forme du texte ne suit pas les recommandations de Wikipédia : il faut le « wikifier ».
Les points d'amélioration suivants sont les cas les plus fréquents. Le détail des points à revoir est peut-être précisé sur la page de discussion.
- Les titres sont pré-formatés par le logiciel. Ils ne sont ni en capitales, ni en gras.
- Le texte ne doit pas être écrit en capitales (les noms de famille non plus), ni en gras, ni en italique, ni en « petit »…
- Le gras n'est utilisé que pour surligner le titre de l'article dans l'introduction, une seule fois.
- L'italique est rarement utilisé : mots en langue étrangère, titres d'œuvres, noms de bateaux, etc.
- Les citations ne sont pas en italique mais en corps de texte normal. Elles sont entourées par des guillemets français : « et ».
- Les listes à puces sont à éviter, des paragraphes rédigés étant largement préférés. Les tableaux sont à réserver à la présentation de données structurées (résultats, etc.).
- Les appels de note de bas de page (petits chiffres en exposant, introduits par l'outil «  Source ») sont à placer entre la fin de phrase et le point final[comme ça].
- Les liens internes (vers d'autres articles de Wikipédia) sont à choisir avec parcimonie. Créez des liens vers des articles approfondissant le sujet. Les termes génériques sans rapport avec le sujet sont à éviter, ainsi que les répétitions de liens vers un même terme.
- Les liens externes sont à placer uniquement dans une section « Liens externes », à la fin de l'article. Ces liens sont à choisir avec parcimonie suivant les règles définies. Si un lien sert de source à l'article, son insertion dans le texte est à faire par les notes de bas de page.
- La présentation des références doit suivre les conventions bibliographiques. Il est recommandé d'utiliser les modèles {{Ouvrage}}, {{Chapitre}}, {{Article}}, {{Lien web}} et/ou {{Bibliographie}}. Le mode d'édition visuel peut mettre en forme automatiquement les références.
- Insérer une infobox (cadre d'informations à droite) n'est pas obligatoire pour parachever la mise en page.

Pour une aide détaillée, merci de consulter Aide:Wikification.
Si vous pensez que ces points ont été résolus, vous pouvez retirer ce bandeau et améliorer la mise en forme d'un autre article.

Démarreur Korndorfer avec moteur (M), autotransformateur (AT) et trois interrupteurs (1, 2, 3)

En génie électrique, le démarreur Korndorfer est une technique utilisée pour le démarrage progressif à tension réduite des moteurs à induction. Le circuit utilise un autotransformateur triphasé et trois interrupteurs triphasés. Ce méthode de démarrage du moteur a été mise à jour et améliorée par Hilton Raymond Bacon.

## Opération
Le démarreur Korndorfer peut être utilisé manuellement. Les appareils les plus récents offrent un fonctionnement entièrement automatique, qui aurait en outre : un contacteur de ligne tripolaire (interrupteur), un contacteur de démarrage, un contacteur de fonctionnement, trois relais de surcharge unipolaires, un autotransformateur avec un jeu de liaisons de changement de prise, une minuterie appropriée et un démarrage et boutons poussoirs d'arrêt.

Début-étape 1:
démarrer le moteur. Désactivez d'abord les commutateur 1 et 2. Cela fournit au moteur une tension plus faible de l'autotransformateur. La tension inférieure limite le courant d'entrée du moteur initialement stationnaire et le moteur accélère. Le couple du moteur est également réduit.
Début-étape 2:
Le moteur accélère jusqu'à ce que le couple résistant corresponde au couple moteur. Lorsque cela se produit, l'interrupteur 2 est ouvert. Le moteur fonctionne à une tension d'alimentation inférieure en peu de temps car la bobine de l'autotransformateur dans cette configuration est utilisée comme inductance. Cependant, ce temps est court car l'interrupteur 3 est ouvert, ce qui fait tourner le moteur à pleine tension de fonctionnement. Le moteur continue d'accélérer jusqu'à sa pleine vitesse nominale, à laquelle le "démarrage progressif" du moteur se termine.
Entièrement chargé：
Après le démarrage, il n'est pas nécessaire d'alimenter l'autotransformateur. Par conséquent, il est déconnecté en ouvrant l'interrupteur 1 et le moteur est alimenté directement depuis le réseau triphasé via l'interrupteur 3.
À ce stade, le "démarrage progressif" est terminé et le moteur peut fonctionner à pleine charge. L'autotransformateur n'est plus nécessaire et est mis hors tension en ouvrant l'interrupteur 1 . Le moteur est alimenté directement par le réseau triphasé. Pour arrêter le moteur, l'interrupteur 3 est ouvert.

## Avantages
Les démarreurs Korndorfer réduisent considérablement le courant d'appel. Il est utilisé pour les moteurs moyens et gros (puissance à partir de dizaines de kilowatts) qui ne peuvent pas être démarrés en étant directement connectés au réseau ou ne peuvent pas être démarrés en étoile-triangle (par exemple, en charge).
Ce circuit présente des avantages par rapport au démarrage avec un autotransformateur conventionnel. L'autotransformateur conventionnel doit être complètement déconnecté à un moment donné pendant le processus de démarrage, provoquant des impulsions de haute tension, qui peuvent endommager l'isolation électrique du stator.
Le démarrage le plus efficace est obtenu en réglant l'autotransformateur à environ 65-80% de la tension nominale.

## Désavantages
Le circuit est assez complexe et implique un autotransformateur relativement coûteux. En raison de la taille physique de l'ensemble de l'appareil, il peut ne pas être possible d'ajouter le démarreur Korndorfer à une machine existante si l'espace est limité.

## Journal
Le démarreur autotransformateur à tension réduite. 
Max Korndörfer a cédé son brevet à General Electric Company.
Les moteurs à induction consomment un courant de démarrage très élevé pendant l'accélération jusqu'à la pleine vitesse nominale, généralement 6 à 10 fois le courant à pleine charge. Lorsque la capacité du réseau est insuffisante ou que la charge du variateur ne peut pas supporter un couple de démarrage élevé, le courant de démarrage doit être réduit.
Une méthode de base pour réduire le courant de démarrage consiste à utiliser un autotransformateur à tension réduite avec des prises à 50 %, 65 % et 80 % de la tension de ligne appliquée ; une fois le moteur démarré, l'autotransformateur est mis hors circuit.

### Contour de la Korndörfer breve 1,096,922
(juin 2021).
Max Korndörfer a revendiqué quatre méthodes d'utilisation d'un autotransformateur pour  démarrage d'un moteur à tension réduite. Trois des méthodes ne sont pas utilisées par l'industrie et c'est la 4ème méthode de démarrage utilisée depuis plus de cent ans.
La quatrième méthode consiste à fermer l'interrupteur en étoile et à mesure que le moteur accélère, un changement est effectué de la prise de tension réduite sur l'autotransformateur à la mise en ligne directe.

La séquence de départ est:
- L'interrupteur Star est fermé
- L'interrupteur de démarrage est fermé pour alimenter l'autotransformateur
- Le moteur est connecté à une prise de tension réduite sélectionnée sur l'autotransformateur et commence à tourner et à accélérer
- Après une période predetermined, le commutateur Star s'ouvrira
- Après un délai d'une milliseconde, l'interrupteur de marche se fermera, connectant la pleine tension de ligne au moteur
- L'interrupteur de démarrage s'ouvrira alors et le moteur sera à la vitesse de fonctionnement

Depuis 1920, le démarreur à autotransformateur est le dispositif le plus populaire pour réduire l'appel de courant de démarrage pour les moteurs à induction ; il fournit un couple de démarrage maximum avec un courant de ligne minimum.
Tableau 1 - Couple/Courant de démarrage avec 3 prises de tension réduite
| Tension | 50%robinet | 65%robinet | 80%robinet |
| Couple  | 25%        | 42%        | 64%        |
| Actuel  | 50%        | 65%        | 80%        |

Les fabricants proposent leur autotransformateur à tension réduite en deux configurations, avec une construction à 2 bobines ou avec une construction à 3 bobines, figures 2 et 3.

Chaque appareil a des prises de tension réduites à 50 %, 65 % et 80 % selon les recommandations de la National Electrical Manufacturers Association.
Les bobines de phase sont enroulées de manière traditionnelle dans un assemblage à une seule bobine avec la section d'enroulement de 0 à 50 % enterrée sous les enroulements de 50 à 100 % dans une seule masse thermique, comme le montrent les figures 2 et 3.

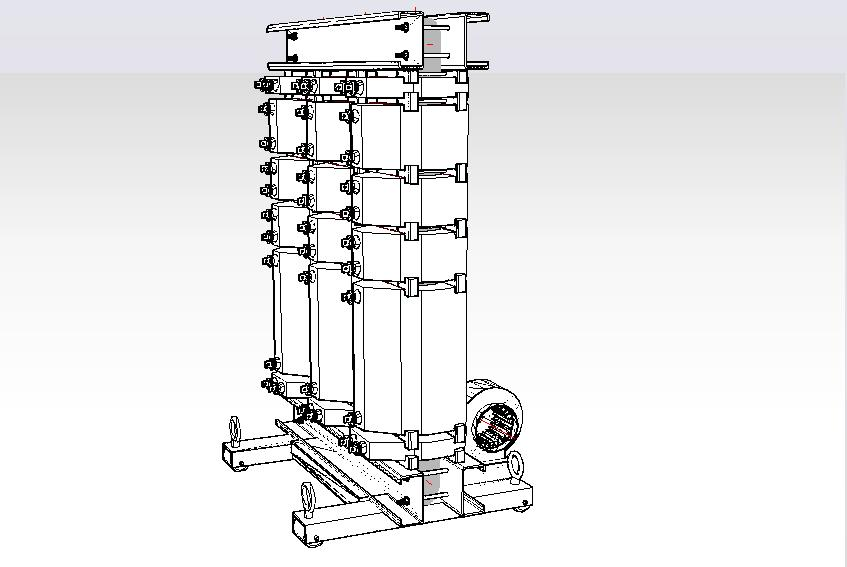
Figure 4. 3 Ensemble de bobine

La figure 4 montre un autotransformateur de démarreur de moteur amélioré de 1 000 kW et 11 000 volts avec
- Ventilateurs de refroidissement axiaux,
- Bobines encapsulées en résine coulée,
- Une pluralité d'enroulements fournissant un moyen de connexion en tant qu'appareil de commutation central,
- 9 starting voltage tap connections allowing for ± 5% variation of starting torque around NEMA recommended taps at 50%, 65% and 80%. This allows the selection of motor starting torque to be closely matched with the driven load requirements. Selection is by means of the connection links between the winding sections.

Tableau 2 - Couple/courant de démarrage avec 9 connexions à tension réduite
| Tension | 45% | 50% | 55% | 60% | 65% | 70% | 75% | 80% | 85% |
| Couple  | 20% | 25% | 30% | 36% | 42% | 49% | 56% | 64% | 72% |
| Actuel  | 45% | 50% | 55% | 60% | 65% | 70% | 75% | 80% | 85% |

La dissipation thermique du premier étage de démarrage est maximisée en étant un enroulement physiquement séparé des enroulements du deuxième étage de démarrage jusqu'à la pleine tension de ligne.

## Valeur et  styles
Comparé aux variateur de fréquence à semi-conducteurs, le dispositif de démarrage du moteur à autotransformateur est relativement simple. Puisqu'il ne contient aucun dispositif électronique de puissance, la forme d'onde de sortie est une onde sinusoïdale sans distorsion harmonique supplémentaire ni formes d'onde de commutation.

## Moyenne tension entrées
Depuis de nombreuses années, le démarreur de moteur basse tension 600 V Korndörfer est un produit éprouvé. Cependant, de gros démarreurs de moteur moyenne/haute tension ont signalé des pannes aléatoires d'autotransformateurs. L'article de l'IEEE par Dr.S.E.A. Emam & Pro.Dr.A.H. Amer, du Engineering Consulting Center de l'Université Ain Shams, fait état de certaines enquêtes menées pour une société pétrolière sur un moteur de 5 400 kW, sans raison claire de la panne. Le schéma de contrôle "conversion ouverte" déconnecte le moteur de l'alimentation électrique, provoquant une décélération du moteur et un déphasage par rapport à l'alimentation électrique. Une fois reconnecté, les transitoires mécaniques et électriques peuvent endommager le moteur ou son système d'entraînement.La durée transitoire est très courte, inférieure à 5 microsecondes, et se produit lorsque le courant moteur du secondaire de l'autotransformateur est contraint d'atteindre la tension de ligne. 

Il s'agit d'un événement très rapide et à l'origine de transitoires de tension destructeurs qui ont provoqué des pannes majeures dans les gros démarreurs moyenne et haute tension de plus de 1000 kW.

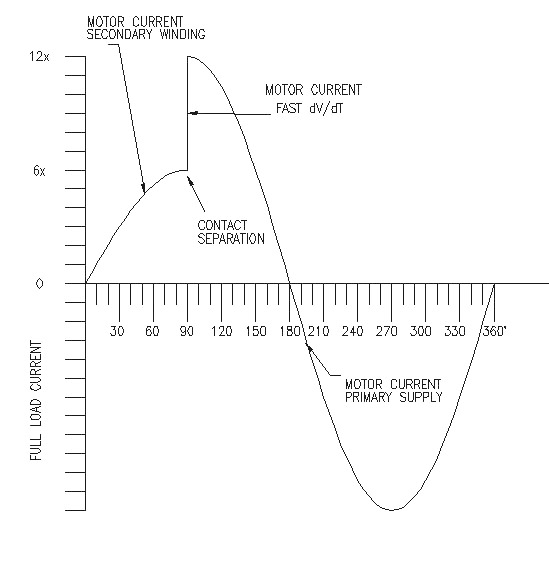
Figure 5

Michael Faraday DCL, FRS, publie un article sur sa découverte de l'induction électromagnétique en 1831. L'induction électromagnétique est le taux de variation du flux magnétique au fil du temps avec la tension induite par la bobine dans la bobine.  
Un autre problème transitoire est que pour les structures à simple bobinage et les commutateurs en étoile, l'autotransformateur agit comme un transformateur élévateur pendant moins de 5 microsecondes lorsque les contacts du commutateur en étoile sont séparés. Lorsque le moteur est connecté à la prise de tension à 80 %, le transitoire sera amélioré dans un rapport de 5:1.
Les démarreurs de moteur à autotransformateur Korndörfer basse tension <600 volts sont également affectés par des transitoires de tension similaires, avec un front d'onde en augmentation rapide, mais en raison de la tension de fonctionnement plus faible et de l'utilisation des matériaux isolants les plus avancés, ils peuvent prolonger leur durée de vie.
Afin de réduire le risque de surtension, il est préférable de remplacer le circuit de démarrage du moteur Korndörfer par un autotransformateur.

La cause principale des transitoires destructeurs dans les démarreurs Korndörfer est la commutation aléatoire de la conversion de courant du moteur. Le temps de commutation incontrôlé permet au courant de crête du moteur de commuter à n'importe quel point de la forme d'onde. La figure 5 montre la conversion à 90 degrés. 

Un autotransformateur à 3 bobines nécessite un interrupteur à 3 pôles pour contrôler la tension triphasée. L'inspection de la figure 9 montre que les trois ondes sinusoïdales sont déplacées à des intervalles de 120 degrés. Il semble n'y avoir aucun point réel dans la boucle qui puisse commuter les trois phases simultanément à un faible amperage du moteur égal, sans recourir à des méthodes de commutation entrelacées complexes.
(Gauche)Figure 9.-3 Courbes sinusoïdales de puissance de phase (Droite)Figure 10. Schéma à 3 bobines
(À gauche) Figure11. Courbes sinusoïdales biphasées à 2 bobines (à droite) Figure 12. Schéma à 2 bobines
2 L'autotransformateur de bobine n'a que deux enroulements et doit être commuté pendant la conversion. La figure 11 montre la courbe de courant du moteur d'un autotransformateur à 2 bobines. La ligne 2 n'est pas commutée. Cette topologie est adaptée à la commutation contrôlée.
L'examen de la courbe sinusoïdale montre qu'à 30 degrés et 210 degrés, les deux courants moteurs sont à la même valeur et dans le même quadrant de phase. A 30 degrés, l'amplitude du courant du moteur fournie par l'autotransformateur n'est que la moitié du courant de crête du moteur à 90 degrés. (Sine30° = 0,5) Voir Figure 8.
Par conséquent, le commutateur central empêche toute connexion d'autotransformateur élévateur et constitue une méthode viable pour contrôler les transitoires de commutation en dessous de la valeur du commutateur connecté en étoile.
Les points importants pour la commutation centralisée contrôlée sont:
- L'interrupteur central est fermé avant que le moteur soit alimenté,
- Il n'y a pas de coupure de courant moteur, seulement un transfert de courant,
- Une ouverture synchronisée et contrôlée de l'interrupteur central.
- Synchronisé au moyen du passage par zéro de la forme d'onde du courant du moteur.

L'interrupteur central peut être un interrupteur électromécanique ou un appareil électronique utilisant IGBT, EMT ou d'autres appareils à semi-conducteurs similaires.
L'interrupteur central électronique n'a besoin que d'ouvrir son circuit, forçant le courant du moteur à transférer à 80% des enroulements dans une action de commutation ininterrompue et fermée. Il peut fournir une action de commutation sans friction, précise et instantanée, ce qui est nécessaire pour faire fonctionner le point de commutation à 30 degrés.
Il existe un besoin pour un moyen de détecter le passage par zéro du courant pour fournir une mesure de synchronisation pour une commutation contrôlée. Le transformateur courant-tension est utilisé pour déclencher avec précision ce signal de synchronisation pour contrôler l'ouverture de l'interrupteur.
L'interrupteur central électromécanique doit être sélectionné avec soin car il possède des temps de fonctionnement d'ouverture et de fermeture inhérents. 

## Commutation restreinte pour réduire la surtension du moteur
En commutant pendant la transition vers la deuxième phase de démarrage du réacteur primaire, le changement du courant de démarrage du moteur par rapport à la phase de réduction de tension peut être minimisé. Dans son brevet, Max Korndörfer démontre une méthode de bobine de réacteur externe, "afin d'obtenir une gradation de tension entre les étapes avant de passer en direct en ligne.